# Blümer Mühle
Die Blümer Mühle war eine aus der Zeit des Mittelalters stammende Wassermühle an der Werra im südniedersächsischen Hann. Münden, die im 20. Jahrhundert abgerissen wurde. Sie gehörte zur Ansiedlung Blume als historischer Vorstadt des früheren Mündens und ist danach benannt.

## Geschichte

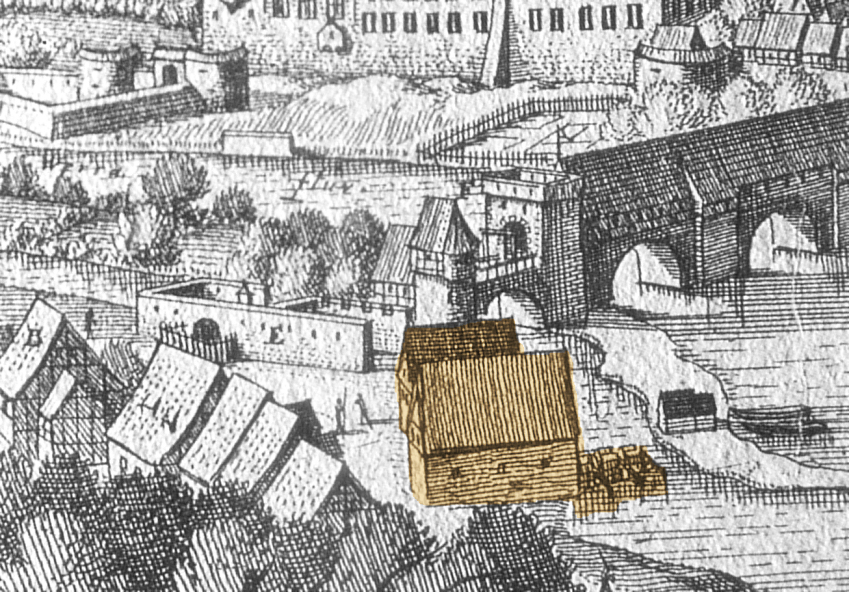
Merian-Kupferstich um 1650 mit der Alten Werrabrücke, daneben die Gebäude der Blümer Mühle

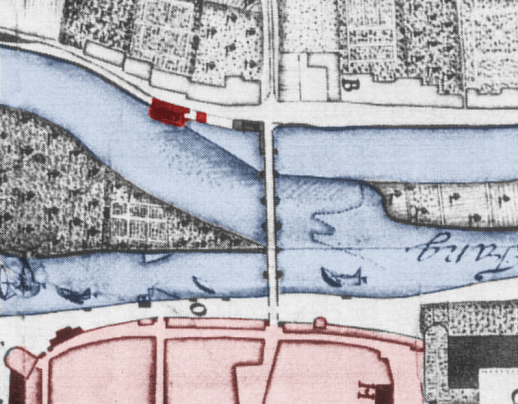
Lage der Mühle auf einer Karte von 1728

Die Blümer Mühle befand sich außerhalb der mittelalterlichen Stadt Münden auf dem gegenüberliegenden Ufer der Werra. Zum Betrieb der Mühle wurde im Fluss ein Wehr geschaffen, um das Wasser anzustauen. Die Blumer Mühle gehörte zur historischen Vorstadt Blume, die lange aus einer doppelseitigen Häuserreihe entlang der Straße parallel zur Werra bestand. Blume war mit Münden über die im 13. Jahrhundert erbaute Alte Werrabrücke verbunden. Die Mühle wird erstmals 1329 in einer Urkunde des Stifts Hilwartshausen erwähnt, das dort ein Grundstück für den Bau des heute nicht mehr vorhandenen Heilig Geist-Hospitals zur Verfügung stellte. Die Mühle stand im Eigentum der welfischen Herzöge. 1398 wird die Blümer Mühle im Abgabenbuch des Welfenschlosses Münden genannt. Laut den Aufzeichnungen bestanden zu dieser Zeit mit der Blümer Mühle, der Graumühle und der Werdermühle auf dem Tanzwerder drei Mühlen im Ort. Von 1489 bis 1491 war die Blümer Mühle Pfandobjekt für ein Darlehen, das Herzog Wilhelm der Jüngere von der Stadt Münden erhalten hatte.
Nach einer Kopfsteuerliste von 1689 gehörten 12 Personen zur Mühle. Dazu zählten der Müller und seine Familie sowie Knechte und Mägde. Im Laufe der Geschichte wurden an der Mühle vielfach Reparaturen bis hin zur vollständigen Erneuerung durchgeführt. 1750 waren die äußeren Wasserbauanlagen so desolat, dass sie Hochwasser mit Eisgang hätte wegreißen können. 1751 waren die Anlagen wieder hergestellt. Von 1738 bis 1818 hatte die Müllerfamilie Hesse die Mühle gepachtet. 1821 übernahm sie der Müller Johann Heinrich Apell als neuer Pächter. Er erneuerte 1823 die äußeren Wasserbauanlagen und baute im Inneren drei Mahlgänge ein, die die Leistungsfähigkeit der Mühle erheblich verbesserten.
1837 genehmigte die Domänenkammer Hannover als Besitzerin der Mühle einen Gebäudeanbau für einen weiteren Mahlgang. Dieser war erforderlich wegen der gestiegenen Nachfrage und der Lieferung von Weizenmehl nach Amerika. Später kam der Niedergang der Mühle infolge von Konkurrenz durch die Mündener Graumühle an der Fulda. Diese Wassermühle war ab der 2. Hälfte des 19. Jahrhunderts turbinengetrieben und in einen industriellen Mühlenbetrieb umgewandelt worden.
Im 19. Jahrhundert war die Blümer Mühle ein beliebtes Motiv bei Zeichnern und Malern. Karl Runge als letzter Mühlenpächter legte sie 1913 still. 1964 wurden die Baulichkeiten beim Ausbau der B 80 abgerissen. 

## Wasserkraftwerk Blumer Wehr
Mit einem Planfeststellungsbeschluss von 2007 wurde auf private Initiative hin das Aufstauen des „Mühlenarmes“ der Werra und das Ableiten einer Wassermenge von bis zu 7 m³/s aus dem „Mühlengraben“ zur Gewinnung erneuerbarer Energie genehmigt und 2009 wurde die Nutzung der Wasserkraft mit Wasserkraftschnecken zugelassen. Daraufhin entstand 2011 am früheren Standort der Blümer Mühle das Wasserkraftwerk Blumer Wehr, das zur örtlichen Stromversorgung beiträgt. Die beiden installierten Wasserkraftschnecken arbeiten nach dem Prinzip der Archimedischen Schraube und sind laut Betreiberangaben für die jährliche Erzeugung von 450.000 Kilowattstunden (kWh) ausgelegt, den Jahresbedarf von rund 500 Personen.